# Бахмут (станція)
Бахмут (до 1924 року — Бахмут II, у 1924—2016 роках — Артемівськ II) — залізнична станція Лиманської дирекції Донецької залізниці, розміщена на лінії Лиман — Микитівка між станціями Курдюмівка (16 км) та Шевченко (8 км). Розташована в однойменному місті Донецької області. 

## Історія
Станція відкрита 1913 року.
На вокзалі станції, тоді Артемівськ-2, у 2010 році проводились зйомки художнього фільму «У суботу» (Росія — Україна — Німеччина, режисер Олександр Міндадзе), присвяченому подіям на Чорнобильській АЕС, 30 червня, починаючи з 10 години ранку, і в ніч з 30 червня на 1 липня. Будівлю вокзалу для зйомок фільму було обрано, оскільки воно найбільше наближене до будівель радянського періоду (1986) того часу, на якому немає пластикових вікон, нового ремонту тощо. Також на вокзалі з'явилися предмети побуту 1980-х років — автомати з газованою водою.
У 2012 році, вперше з 1953 року, проведено капітальний ремонт вокзального комплексу.

## Пасажирське сполучення
На станції Бахмут зупиняються приміські та пасажирські поїзди.
З 9 грудня 2018 року продовжено маршрут руху нічного швидкого поїзда «Галичина» № 141/142 від станції Київ-Пасажирський до станції Бахмут.
| Рух пасажирських поїздів по станції Бахмут до російського вторгнення в Україну | Рух пасажирських поїздів по станції Бахмут до російського вторгнення в Україну | Рух пасажирських поїздів по станції Бахмут до російського вторгнення в Україну |
| №                                                                              | Маршрут сполучення                                                             | Періодичність курсування                                                       |
| Поїзди далекого сполучення                                                     | Поїзди далекого сполучення                                                     | Поїзди далекого сполучення                                                     |
| ------------------------------------------------------------------------------ | ------------------------------------------------------------------------------ | ------------------------------------------------------------------------------ |
| 77/78                                                                          | Маріуполь — Бахмут                                                             | З 18.03.2020 скасований,раніше курсував по непарним числам                     |
| 77/78                                                                          | Бахмут — Маріуполь                                                             | З 18.03.2020 скасований,раніше курсував по парним числам.                      |
| 141/142 «Галичина»                                                             | Львів — Бахмут                                                                 | Щоденно, з 10.12.2018                                                          |
| 142/141 «Галичина»                                                             | Бахмут — Львів                                                                 | Щоденно, з 10.12.2018                                                          |
| Приміські поїзди                                                               |                                                                                |                                                                                |
| 6228                                                                           | Курдюмівка — Лиман                                                             | Щоденно                                                                        |
| 7004/6221                                                                      | Слов'янськ — Курдюмівка                                                        | Щоденно                                                                        |
| 6222                                                                           | Курдюмівка — Лиман                                                             | Щоденно                                                                        |
| 6223                                                                           | Лиман — Курдюмівка                                                             | Щоденно                                                                        |
| 6224                                                                           | Курдюмівка — Святогірськ                                                       | Щоденно                                                                        |
| 6074/6075                                                                      | Слов'янськ — Курдюмівка                                                        | Щоденно                                                                        |
| 6076                                                                           | Курдюмівка — Лиман                                                             | Щоденно                                                                        |
| 6239                                                                           | Лиман — Курдюмівка                                                             | Щоденно                                                                        |
| 6240                                                                           | Курдюмівка — Лиман                                                             | Щоденно                                                                        |
| 6227                                                                           | Лиман — Бахмут                                                                 | Щоденно                                                                        |
| 7096/7057                                                                      | Бахмут — Харків                                                                | Щоденно (призначений з 29 грудня 2021)                                         |

З 29 грудня 2021 року призначений прискорений приміський поїзд № 7096/7057 сполученням Бахмут — Харків — Бахмут, який здійснює зупинки лише на станціях Сіль, Сіверськ, Ямпіль, Лиман, Святогірськ, Ізюм, Закомельська, Савинці, Балаклія та Основа. З метою покращення обслуговування на Донецькій залізниці та у зв'язку з виробничою необхідністю з 16 січня 2022 року частково скоригований розклад руху прискореному  приміському електропоїзду  № 7057/7096 сполученням Харків — Бахмут — Харків.

### Російське вторгнення в Україну
25 лютого 2022 року було припинено рух усіх поїздів до станції.

## Галерея

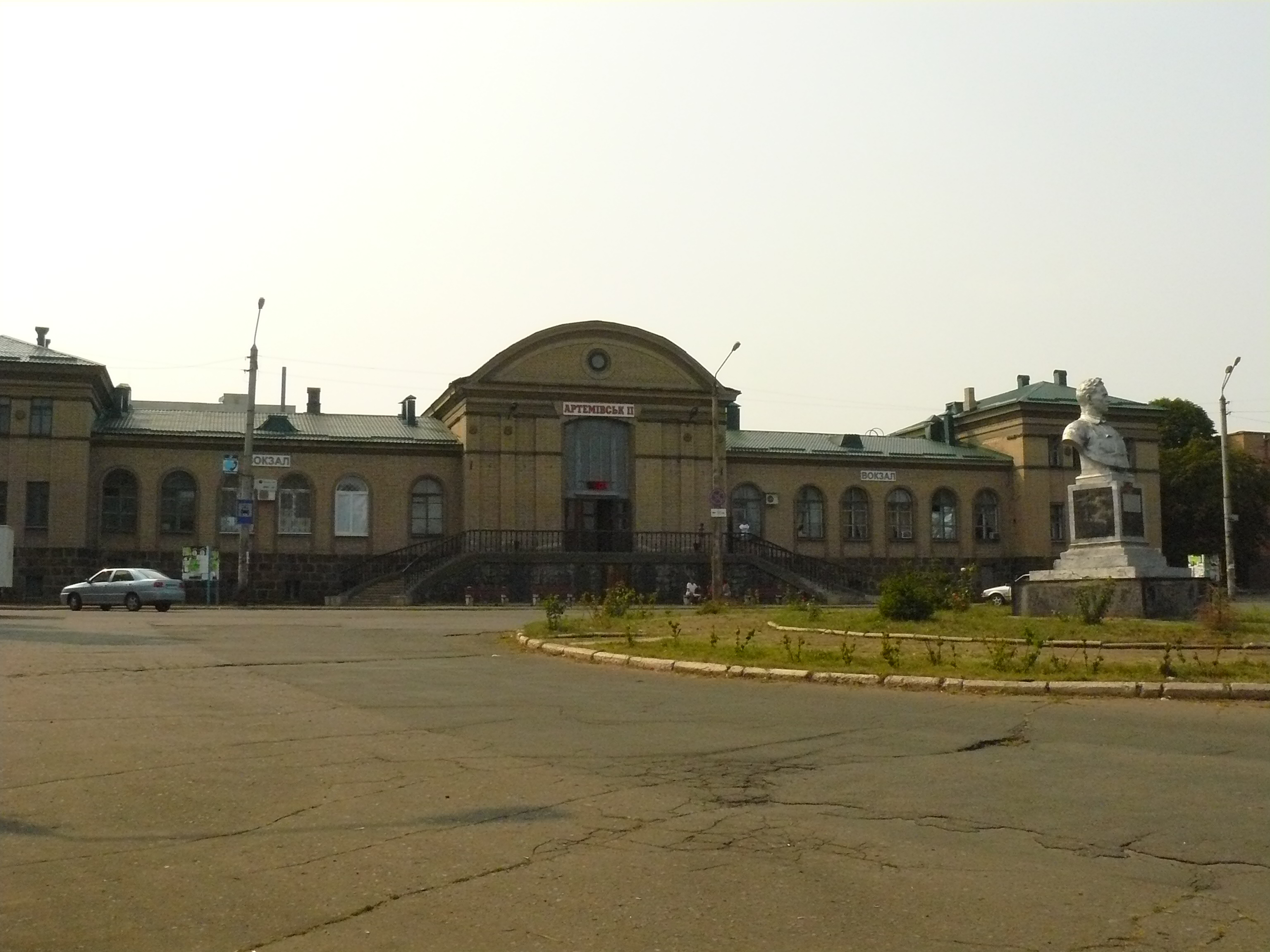
Привокзальна площа
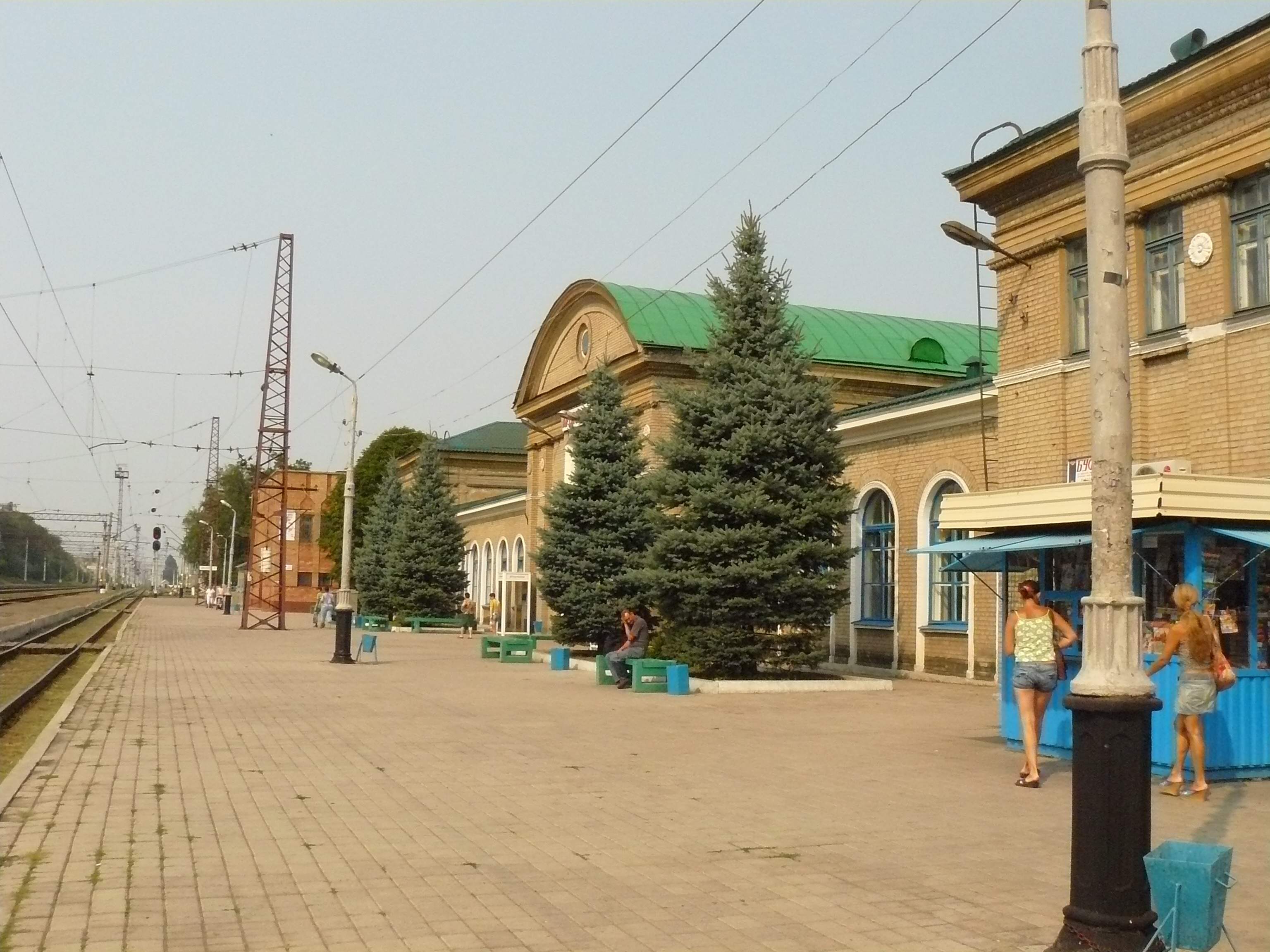
Вигляд з платформи № 1
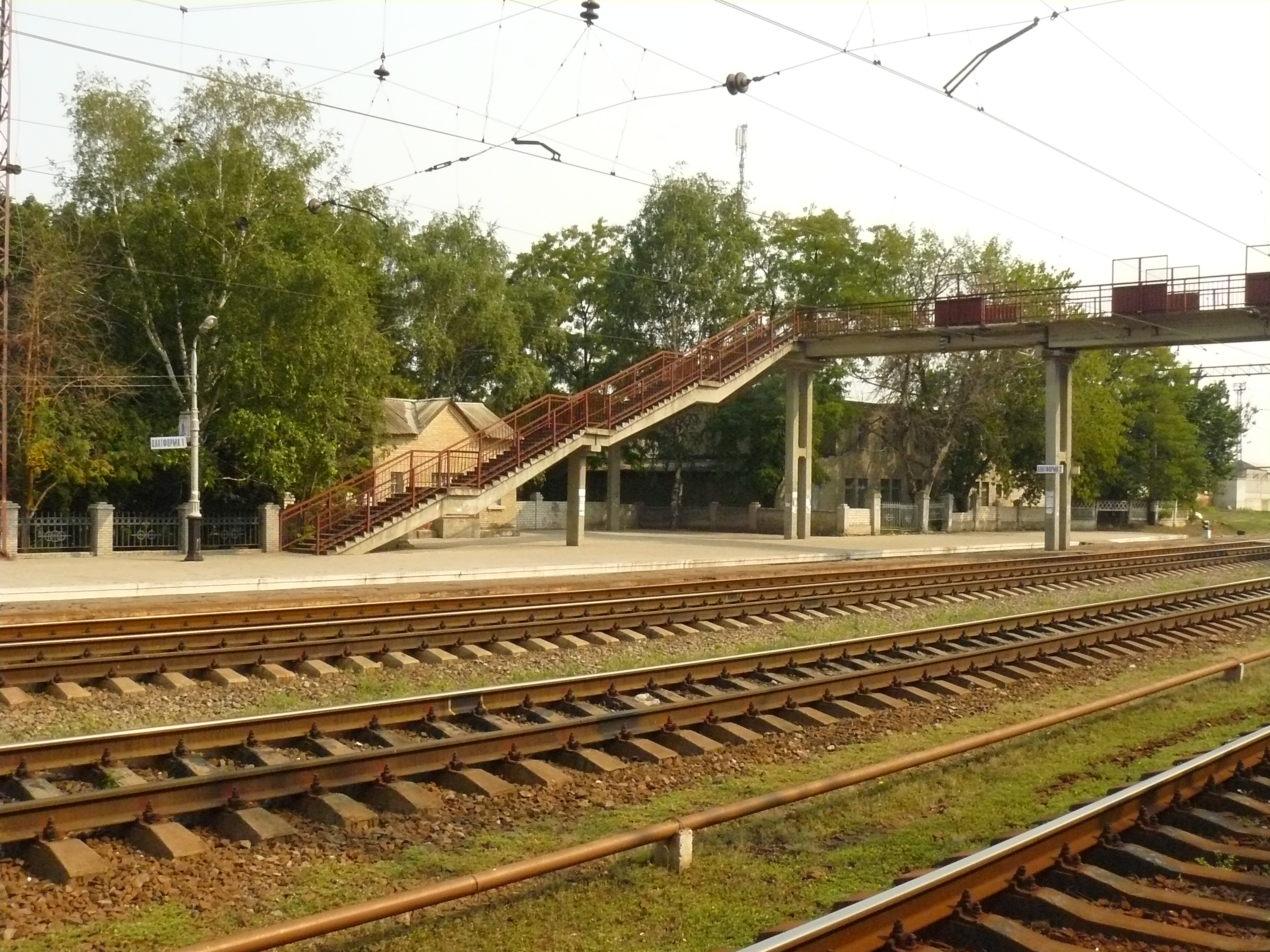
Пішохідний міст через колії
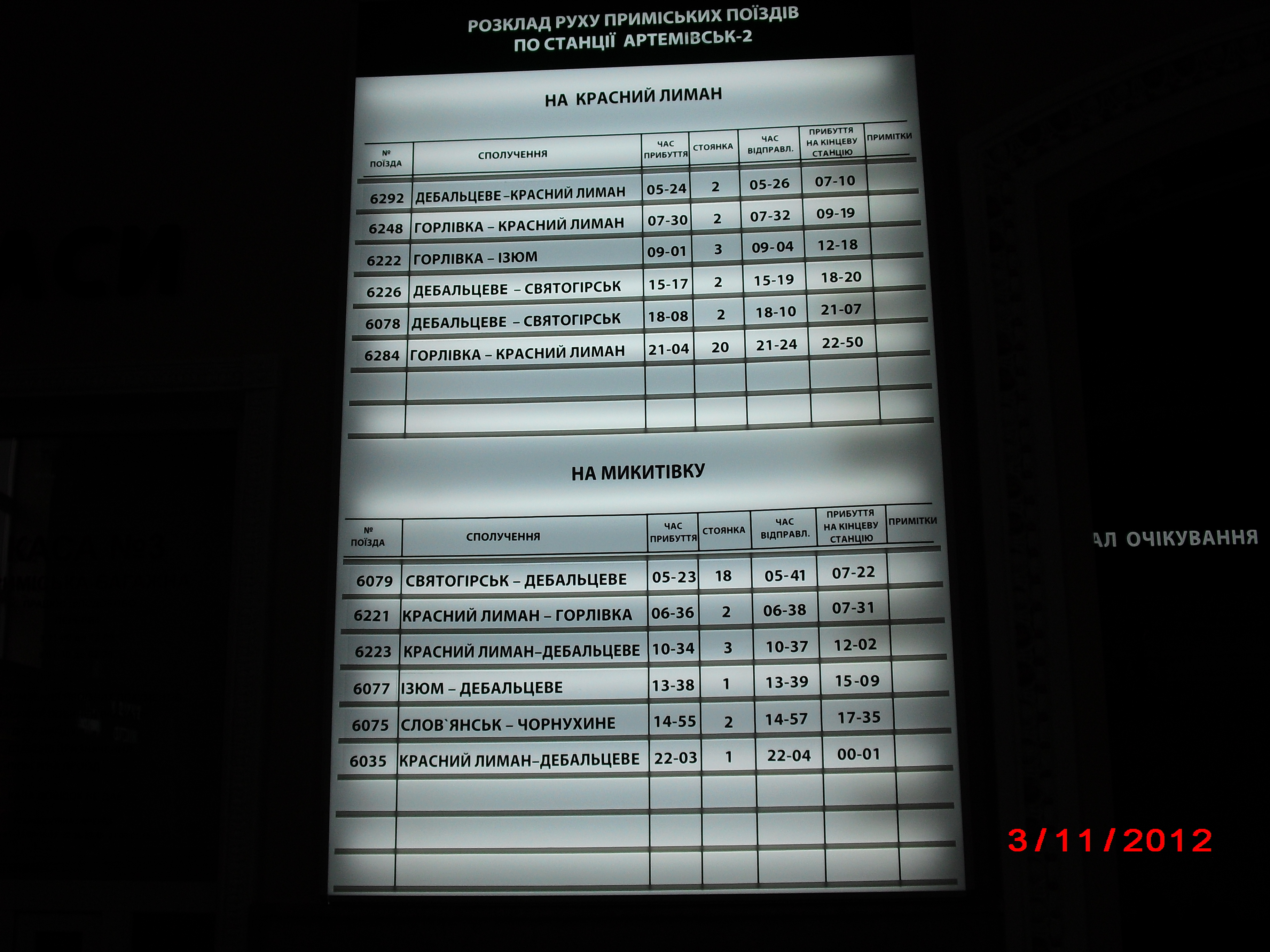
Розклад руху приміських поїздів по станції Артемівськ-2 у 2012 році
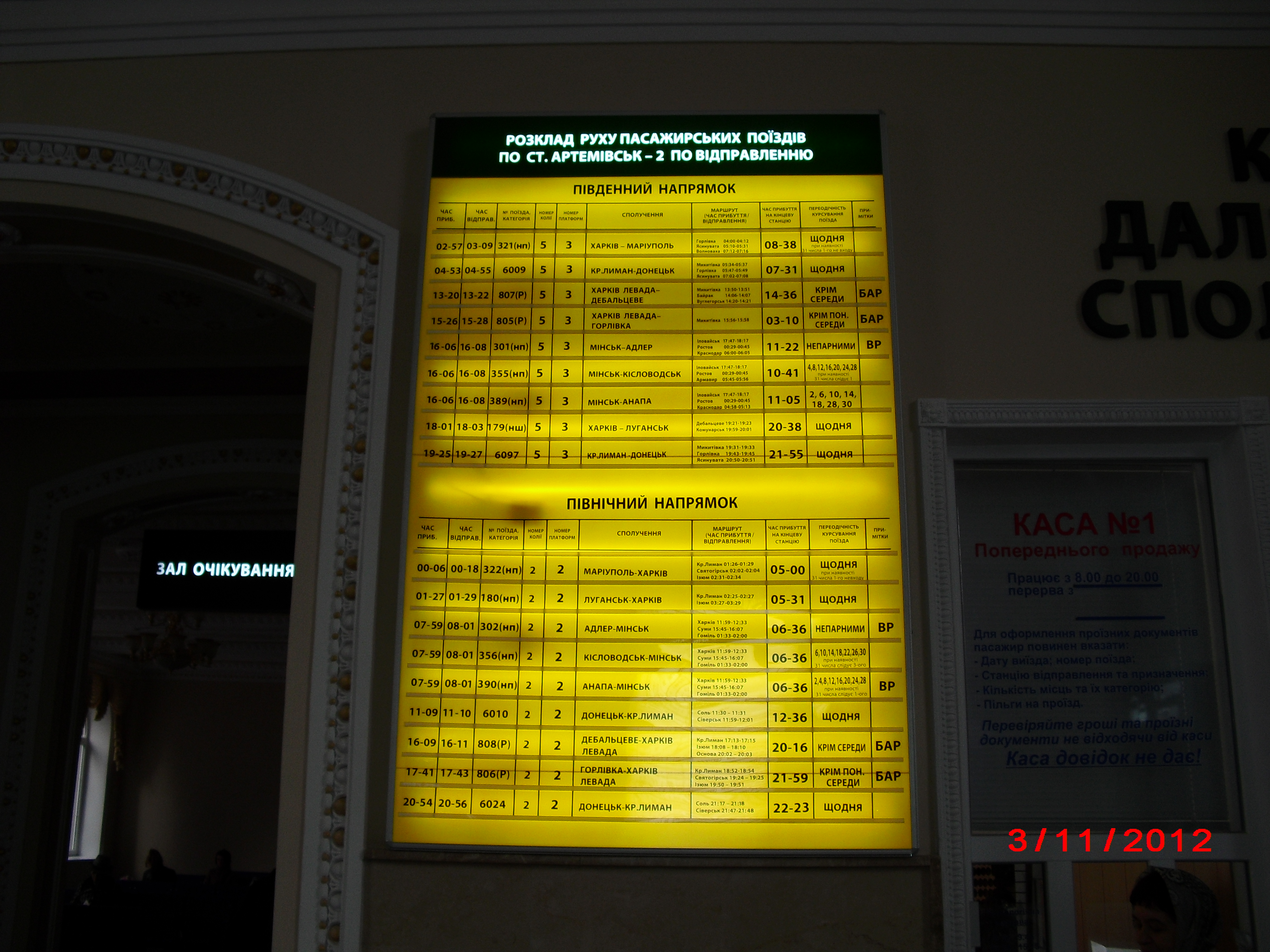
Розклад руху пасажирських поїздів по станції Артемівськ-2 у 2012 році